# Die Kaukasierin
Die Kaukasierin ist ein 1917 gedrehter, deutscher Kriminalfilm aus der Filmreihe Joe Deebs mit Max Landa in der Titelrolle. 

## Handlung
Detektiv Joe Deebs lernt eines Tages Helene, die Frau des Ingenieurs Mertens, kennen. Wenig später kann Deebs zu ihren Gunsten eingreifen, als er verhindert, dass ihr kostbarer Schmuck gestohlen wird. Bald darauf ist er zu Gast im Hause des Fürsten Sumalo. Dort entlarvt die Spürnase nicht nur einen Falschspieler, sondern entdeckt auch noch ein Porträt einer Dame, die Helene Mertens zum Verwechseln ähnlich sieht. Auf seine Nachfrage hin antwortet ihm der Fürst, dass es sich bei der abgebildeten Frau um seine damalige, inzwischen aber verstorbene Braut handle. Das Bildnis und des Fürsten Geschichte lässt den Gentlemandetektiv nicht mehr los, und Deebs forscht in dieser Angelegenheit weiter.
Joe Deebs bekommt heraus, dass die abgebildete Braut, eine Kaukasierin, nur scheinbar gestorben ist, wie der Fürst bis heute noch fest glaubt. Vielmehr hatte einst ein Bediensteter des Fürsten ihr ein Schlafmittel gegeben, das einen Menschen wie tot erscheinen lässt, um aus den fürstlichen Fängen zu entfliehen. Dann wurde die Kaukasierin in der Fürstengruft begraben, wenig später, nach dem Erwachen, aber sofort wieder befreit. Wieder unter den Lebenden, hatten die Kaukasierin und ihr Helfer anschließend geheiratet. Deebs beschließt, dieses Geheimnis der Kaukasierin für sich zu behalten, da Herr und Frau Mertens ein sehr glückliches Ehepaar sind.

## Produktionsnotizen
Die Kaukasierin wurde im August 1917 gedreht, passierte im Dezember desselben Jahres die Filmzensur und wurde am 5. Juli 1918 im Berliner Tauentzienpalast uraufgeführt. Der Film besaß vier Akte auf 1576 Metern Länge. Ein Jugendverbot wurde erteilt.
Für den erst 18-jährigen Kameramann Curt Courant war dies eine seiner ersten Arbeiten.

## Kritik
In Paimann’s Filmlisten ist zu lesen: „Stoff phantastisch, aber ebenso wie die Szenerie sehr gut, Spiel und Photos ausgezeichnet.“